# Giovanni da Buscareto
Giovanni da Buscareto (... – 1410 circa) è stato un condottiero italiano, appartenente alla famiglia nobile dei Da Buscareto.

## Biografia
La sua carriera militare ebbe inizio nel 1360 quando, col padre Nicolò, sollevò contro lo Stato Pontificio le cittadine di Ostra Vetere e Corinaldo. Nel 1361 fu sconfitto dal cardinale Egidio Albornoz e fatto prigioniero nella rocca di Ancona. Liberato dopo molti anni, si schierò ancora coi fiorentini contro i pontifici.
Fu un abile condottiero e nel 1398 fondò, con il condottiero Bartolomeo Gonzaga, la Compagnia della Rosa. In quell'anno si schierò a favore di Bologna contro Pino II Ordelaffi, ma venne sconfitto nei pressi del fiume Ronco e costretto a rifugiarsi nelle Marche.
Nel 1410 fu al servizio di Luigi II d'Angiò.